# Mckoi Database
Mckoi Database 是一个使用 Java 开发的，发布于 GPL 许可证下的数据库管理系统。

他的 JDBC Driver 是使用 JDBC version 3 的 Spec. 他也是遵循 SQL-92 的标准, 也尽量支持新的 SQL 特色, 并且支持 Transaction 的功能.